# Zwobot
Zwobot war der Moderator der gleichnamigen Sendung, die vom 14. Januar 2000 bis 14. Dezember 2001 auf VIVA Zwei lief. Zwobot war ein sarkastischer und meist übel gelaunter Mikrofonschoner, der aus einem schwarzen Mikrofonschoner mit VIVA Zwei-Logo und angeklebten Augen bestand.

## Konzept
Der Charakter Zwobot wurde vom Journalisten Mark Sikora entworfen. Die Zwobot-Show wurde überwiegend in Form eines Puppentheaters inszeniert und enthielt einige dafür typische Elemente wie einen Kasper und ein Krokodil. Die meisten Folgen der einstündigen Sendung standen unter einem Thema aus dem politischen oder medialen Bereich und hatten drei bis acht Moderationsblöcke, zwischen denen Musikvideos gespielt wurden.
Ein spezielles, zweiminütiges Zwobot-Video war der letzte Beitrag, der auf VIVA Zwei vor dessen Einstellung am 6. Januar 2002 um 23:58 Uhr gesendet wurde – es hieß „Abschied von VIVA Zwei“ (Zwobot ist tot), und in ihm besang Zwobot mit anderen Puppen aus seiner Sendung das Ende von VIVA Zwei. Anschließend folgte der aus der Sendung bekannte Mr. Explosion – „heute bei VIVA Zwei“ –, bevor der Sender um 00:00 Uhr abgeschaltet und das Logo des Nachfolge-Senders VIVA Plus eingeblendet wurde.
Neben Zwobot traten diverse andere Puppen in verschiedenen Rubriken auf, beispielsweise:
- „Seattle Jörg“ mit Seattle Jörg und seinem Tagebuch
- „Wer hat Angst vorm Klingelmonster?“ mit dem Klingelmonster und dem Kryptophon
- „Kroko, übergeben Sie!“ mit Wah Wah Binx und Kroko
- „Mediapark“ mit Floker und Huns
- „Kraku + NetNet“
- "Prinzessin Nichtgesicht"
- „Schießen Sie auf den Pianisten vom Planet der Affen“ mit dem Pianisten
- „Rinnstein Kids“
- „Der Kinky“
- „Mr. Explosion“
- „Terrorgirl“

Gastauftritte in Puppengestalt hatten Charlotte Roche, Rocco Clein als Rocco Zwei und Markus Kavka. Zwobots berühmtester Interviewpartner war Madonna persönlich.
Zu den beliebtesten und bekanntesten Folgen beziehungsweise Serien zählten:
- Das Tagebuch des kölschen Taxi-Drivers
- Krieg der Sterne – Episode Zwo
- Nach dem atomaren Holocaust
- Schnapsbrennen und Katzenschießen
- Auf Drogen
- Zwo 1/2 Wochen